# Gul taggnäbb
Gul taggnäbb (Acanthiza nana) är en fågel i familjen taggnäbbar inom ordningen tättingar.

## Utseende
Gul taggnäbb är en liten fågel med en tunn och spetsig näbb. Ovansidan är grönbrun, undersidan gul. Vidare har den en kraftigt streckad fläck på kinden, mörkbrunt öga och, olikt andra arter, omönstrad panna.

## Utbredning och systematik
Gul taggnäbb förekommer i östra Australien. Den delas in i tre underarter med följande utbredning:
- Acanthiza nana flava – förekommer i nordöstra Queensland (Atherton Plateau till Paluma)
- Acanthiza nana nana – förekommer i kustnära områden i sydöstra Australien (Moreton, Queensland, till Eden, New South Wales)
- Acanthiza nana modesta – förekommer i centrala och östra Queensland till södra Victoria och sydöstra South Australia

## Levnadssätt
Gul taggnäbb hittas i öppna skogar och skogslandskap. Där ses den födosöka efter insekter, huvudsakligen i träd och buskar.

## Status och hot
Arten har ett stort utbredningsområde, men tros minska i antal, dock inte tillräckligt kraftigt för att den ska betraktas som hotad. Internationella naturvårdsunionen IUCN listar arten som livskraftig (LC).